# Colonia San Blas Totoltepec
Colonia San Blas Totoltepec är en ort i Mexiko.   Den ligger i kommunen Toluca och delstaten Mexiko, i den sydöstra delen av landet, 40 km väster om huvudstaden Mexico City. Colonia San Blas Totoltepec ligger 2 576 meter över havet och antalet invånare är 189.
Terrängen runt Colonia San Blas Totoltepec är platt åt sydväst, men åt nordost är den kuperad. Runt Colonia San Blas Totoltepec är det tätbefolkat, med 266 invånare per kvadratkilometer. Närmaste större samhälle är Toluca, 14,0 km sydväst om Colonia San Blas Totoltepec. Trakten runt Colonia San Blas Totoltepec består till största delen av jordbruksmark.